# Erich II. (Braunschweig-Calenberg-Göttingen)

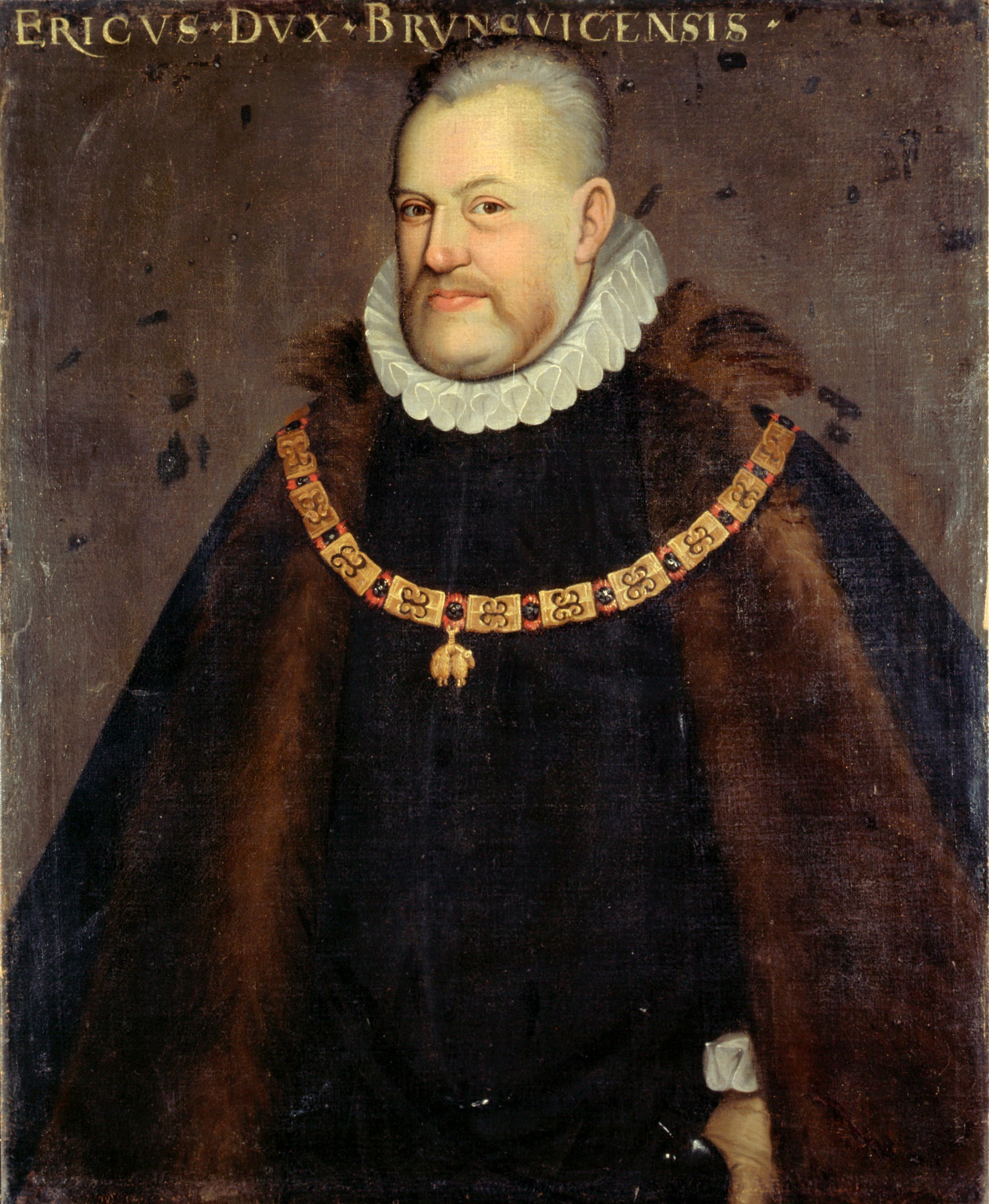
Bildnis mit dem Orden vom Goldenen Vlies

Erich II. „der Jüngere“, Herzog zu Braunschweig-Lüneburg (* 10. August 1528 auf der Erichsburg bei Dassel; † 17. November 1584 in Pavia/Herzogtum Mailand), war ein Söldnerführer und Landesherr des Fürstentums Calenberg-Göttingen.

## Leben

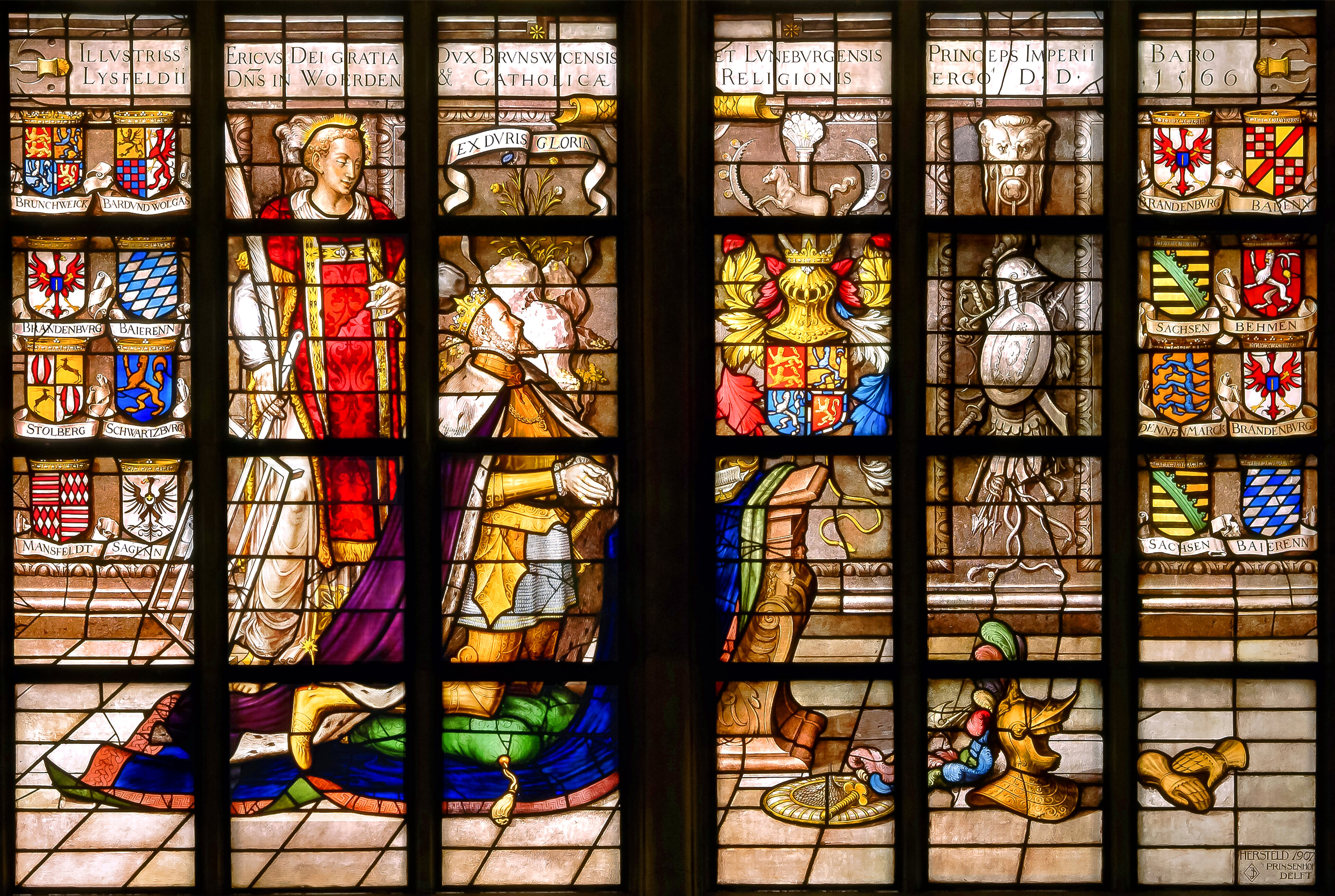
Erich auf einem Stifterbild aus der Sint Janskerk in Gouda, 1566

Sein Vater war Erich I. zu Braunschweig-Lüneburg, der 1540 verstarb, als Erich 12 Jahre alt war. Bis zu seiner vorzeitig im Jahre 1545 erklärten Volljährigkeit führte seine Mutter Elisabeth von Brandenburg die Regierungsgeschäfte im hochverschuldeten Fürstentum Calenberg-Göttingen. Sie führte dort die Reformation ein. Erich II. trat jedoch 1547 zum katholischen Glauben über und versuchte nach seiner Regierungsübernahme, sehr zum Leidwesen seiner Mutter, das Augsburger Interim im Fürstentum durchzusetzen. Es gelang ihm allerdings nicht, sein ius reformandi gegen den Widerstand der Landstände durchzusetzen. Im Gegenzug für Steuerbewilligungen musste Erich im November 1555 in der assecuratio religionis die Fortgeltung der lutherischen Calenberger Kirchenordnung von 1542 festschreiben. Obwohl er Katholik war, trug er zur Schwächung des Klosterwesens in seinem Fürstentum bei. Er besteuerte das klösterliche Vermögen, belastete es mit Schulden, verpfändete Klostergüter wie Domänen und verlieh heimfallende Präbenden an weltliche Diener und deren Angehörige. Gepaart mit dem Fehlen jeglicher reformkatholischer Impulse und der häufigen Abwesenheit des Landesherrn verhalf dies dem evangelischen Bekenntnis im Fürstentum entscheidend zur Durchsetzung. Ebenfalls im Jahr 1555 führte Erich mit einer Verbrauchsteuer auf Bier, Wein und Getreide eine Frühform der Akzise ein, die als ständige Abgabe nicht dem ständischen Bewilligungsrecht unterlag. Generell widmete Erich II. dem Regieren wenig Aufmerksamkeit. Er betrachtete sein Fürstentum eher unter dem Aspekt einer angemessenen Versorgung. 1550 scheiterte sein Plan, Calenberg-Göttingen für 225.000 Taler an Herzog Heinrich den Jüngeren, Fürst von Wolfenbüttel zu verkaufen. Erich stürzte sich stattdessen in militärische Abenteuer.

### Söldnerführer
Als junger Herrscher entzog er sich vollkommen dem Einfluss seiner Mutter und ging eigene Wege. 1547, gegen Ende des Schmalkaldischen Krieges, erlitt der erst 19-jährige Erich mit seinem Söldnerheer von 6.000 Landsknechten eine vernichtende Niederlage in der Schlacht bei Drakenburg gegen Graf Albrecht von Mansfeld. Während 2.500 seiner Männer das Leben verloren, konnte er sich selbst nur schwimmend durch die Weser retten.
Einer geregelten Regierung seines Fürstentums konnte Erich wegen seiner ständigen Auslandsaufenthalte kaum mehr nachkommen. 1557 kämpfte Erich auf spanischer Seite in der Schlacht bei St. Quentin und zeichnete sich durch hervorragende Tapferkeit aus. Er nahm den Rheingrafen Johann Philipp zu Salm, den Kommandanten der deutschen Truppen im französischen Heer, und den französischen Marschall Saint-André gefangen. Von dem ausgehandelten Lösegeld erhielt Erich allerdings nur eine Teilsumme und später als Pfand vom spanischen König Philipp II. die Stadt und Herrlichkeit Woerden in den Spanischen Niederlanden.
1563 zog er mit einem Söldnerheer ins Hochstift Münster. Nach diesem Ereignis soll der Herzog-Erich-Weg im Süden der Stadt Cloppenburg und der Gemeinde Emstek benannt sein. Von Bramsche aus kündigte der Herzog dem Fürstbischof Bernhard von Münster unter dem Vorwand rückständiger Zahlungen die Fehde an. Dann belagerte er die Stadt Warendorf, die ihm notgedrungen die Tore öffnen musste, und erpresste erst 3000 Gulden Brandschatzungsgeld von der Stadt und schließlich weitere 32.000 Gulden vom Bischof von Münster als Stadtherrn Warendorfs als Lösegeld für seinen Abzug.
In späteren Lebensjahren hielte er sich für längere Phasen nur zwischen 1571 und 1574 und 1581 und 1583 in seinem Fürstentum auf. Ansonsten war er fernab seines Reiches in Spanien, Frankreich, den Niederlanden und Italien. Dort weilte er auf seinen Besitzungen oder nahm er als Söldnerführer am zentraleuropäischen Krieg zwischen Spanien und Frankreich (Sechzigjähriger Krieg) und später an dem zwischen Spanien und den Niederlanden (Achtzigjähriger Krieg) teil. Bei seinen recht erfolgreichen Kriegszügen in fremdem Auftrag, meist im spanischen, erbeutete er große Geldsummen und gelangte auch zu Grundbesitz im Ausland. Das beruhte darauf, dass seine Kriegsherren oft den Geldforderungen für sein Söldnerheer nicht mehr nachkommen konnten. Daher entlohnten sie ihn mit Grafschaften und Schlössern als Pfandbesitz. Auf diese Weise erlangte Erich vom spanischen König die niederländische Herrlichkeit Woerden und die Baronie Liesveld (1564) sowie vom französischen König die Grafschaft Clermont und die Herrlichkeit Creil.
1573 wurde Erich von Philipp II. in den Orden vom Goldenen Vlies aufgenommen, was ihn zu einer herausgehobenen Persönlichkeit machte.

### Bauten
Bedeutende Bauvorhaben des Fürstentums während seiner Regentschaft waren der Bau von Schloss Freudenthal in Uslar, die Wiedererrichtung des beschädigten Welfenschlosses Münden und der Ausbau von Neustadt am Rübenberge als Festungsstadt mit der Errichtung von Schloss Landestrost. Neustadt und das Schloss wurden eine Festungsanlage mit Zitadelle, Kasematten, Wällen und Bastionen. Die kostspieligen Arbeiten waren bei seinem Tod 1584 noch nicht abgeschlossen.

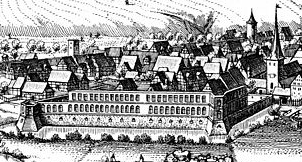
Schloss Freudenthal von 1565, als Ruine in einem Ausschnitt des Merian-Stiches von Uslar
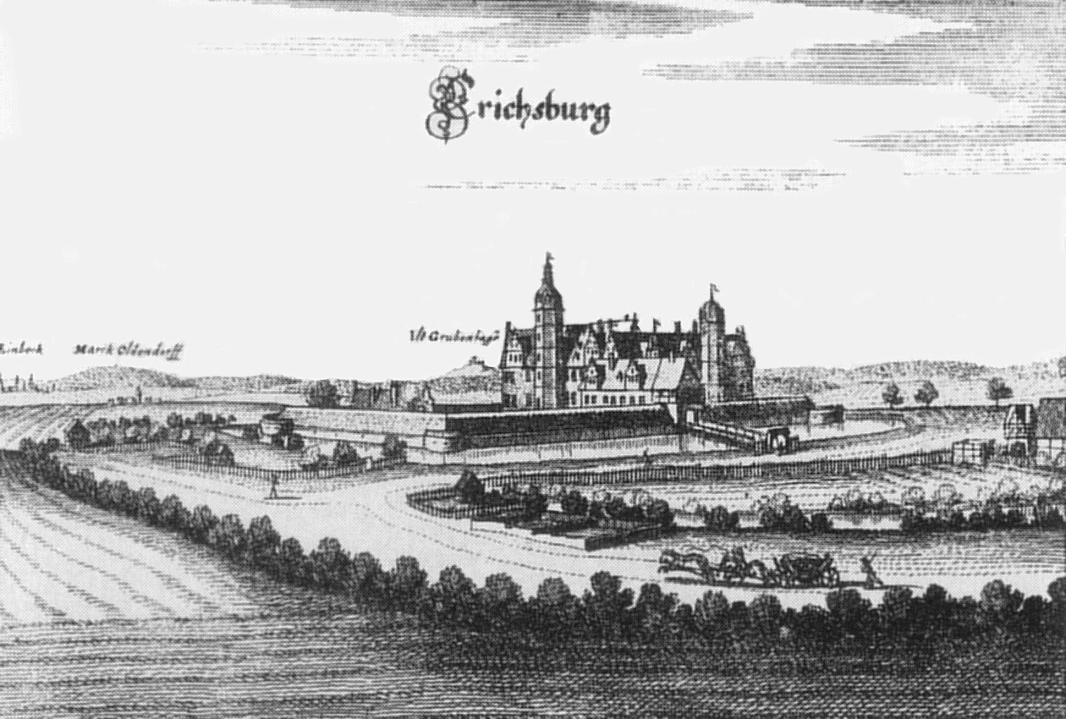
Die 1530 nach Erich benannte Erichsburg als Merian-Kupferstich um 1650
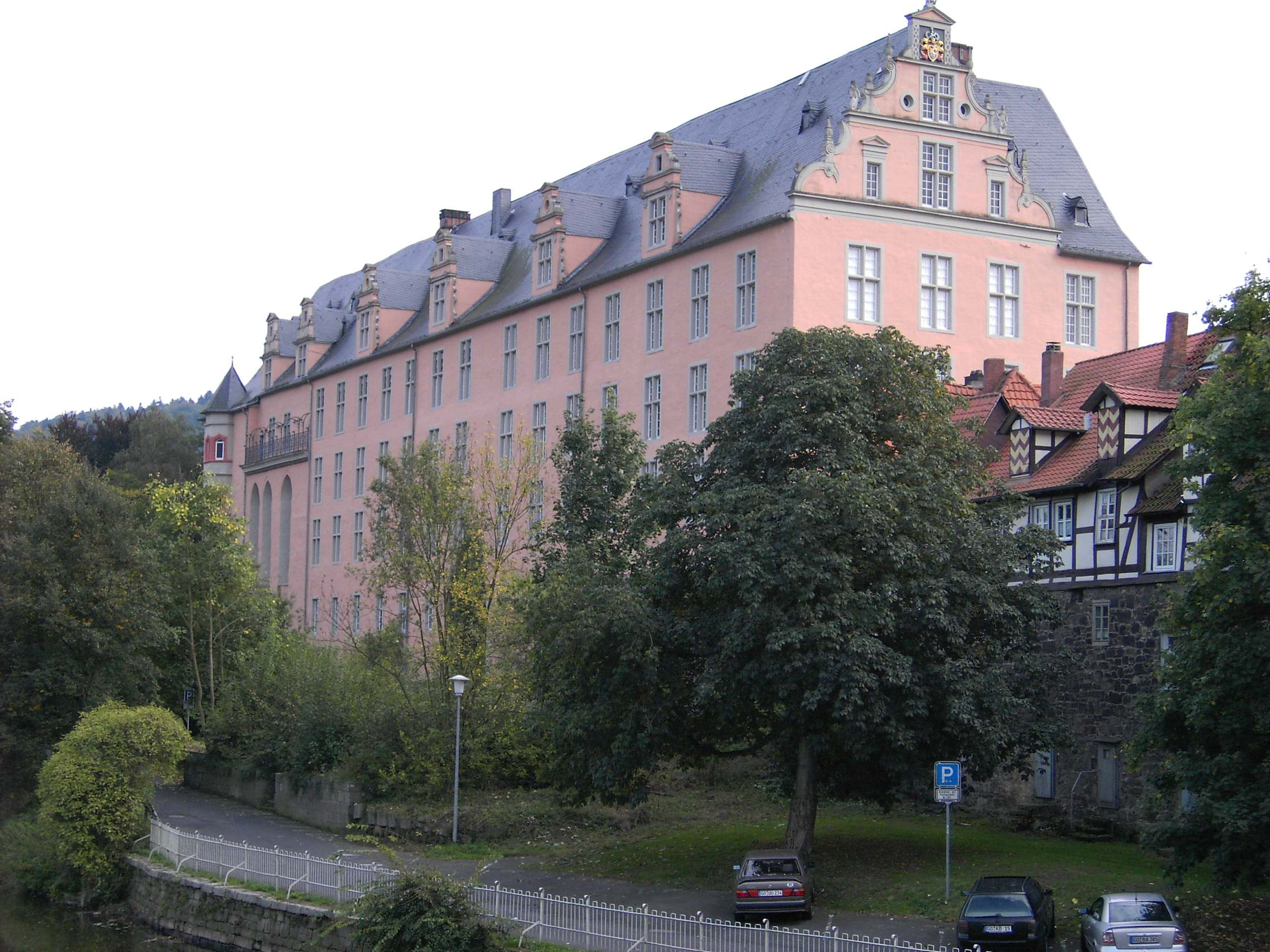
1560 wiederaufgebautes Welfenschloss in Hann. Münden
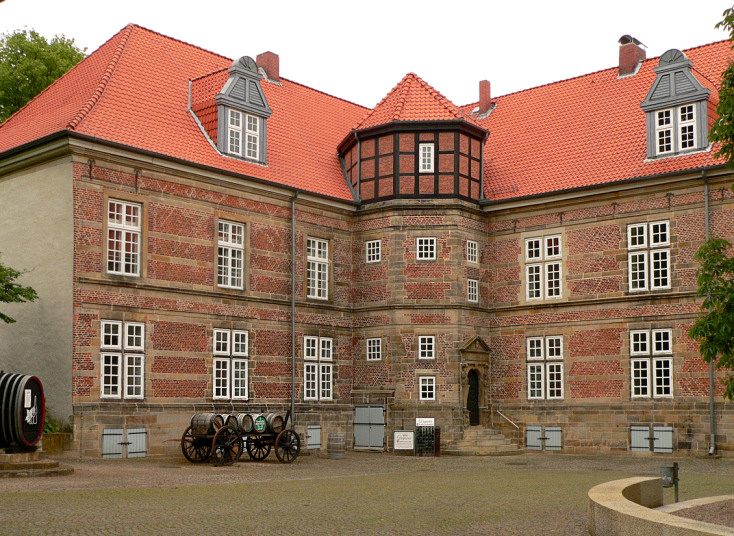
Schloss Landestrost, ab 1573 unter Erich II. erbaut

## Familie
Erich heiratete 1545 die zehn Jahre ältere Sidonie von Sachsen, eine Tochter Heinrichs von Sachsen und Katharinas von Mecklenburg. Dabei handelte es sich um eine Liebesheirat, denn Erich hatte ein Jahr zuvor eine Verlobung mit Agnes von Hessen gelöst. Die Ehe verlief kinderlos und war aufgrund von Geldstreitigkeiten nicht von Glück geprägt. Erich wandte sich einer anderen Frau zu, Katharina von Weldam, Mutter seiner beiden ihn überlebenden Kinder, mit der er 1563 auf Schloss Calenberg lebte. Seinem leiblichen Sohn Wilhelm kaufte er drei Orte in Italien, seine Tochter Katharina verheiratete er mit dem Adligen Andrea Doria Galeano aus Genua. Sidonie wurde der Zugang zum Schloss Calenberg verwehrt. Die Auseinandersetzungen gipfelten bei Sidonie in dem Verdacht, dass ihr Ehemann sie vergiften wollte. Er wiederum erkrankte 1564 schwer und vermutete eine Vergiftung. Deswegen wurden vier Frauen der Zauberei verdächtigt, in Hexenprozessen in Eldagsen angeklagt und in Neustadt am Rübenberge verbrannt. 1572 kam es durch Vermittlung zu einer Regelung der finanziellen Auseinandersetzungen zwischen den Eheleuten, die aber von Erich nicht eingehalten wurde. Sie sollte die Burg Calenberg erhalten. Nachdem Erich sechs weitere Frauen wegen angeblicher Anschläge auf sein Leben in Neustadt hatte verbrennen lassen, flüchtete Sidonie 1572 an den kaiserlichen Hof nach Wien und lebte später im vormaligen Klarissenkloster Weißenfels, das ihr Bruder August ihr zur Verfügung gestellt hatte. Sie starb 1575.
Nach Sidonies Tod schloss er noch im selben Jahr 1575 eine zweite Ehe mit Dorothea von Lothringen (* 20. August 1545; † 1612), einer Tochter von Franz I. von Lothringen und Christina von Dänemark. Als Morgengabe erhielt Dorothea das Schloss in Uslar, das zu diesem Anlass in Schloss Freudental umbenannt wurde, sowie den Nießbrauch aus der Grafschaft Clermont. 1576 räumte er ihr auch die Erichsburg als Leibzucht ein. Dorothea erlitt zwei Fehlgeburten.
In den letzten Lebensjahren hielt es ihn kaum in seinem verarmten Fürstentum, er reiste mit seiner Gemahlin umher, nach Lothringen und Venedig, wo er durch Verpfändung einiger einträglicher Ämter den prächtigen Palazzo Vendramin-Calergi erstand, wo er „die Nobili der Republik fürstlich bewirtete“.
Beide Ehen blieben kinderlos. Nach seinem Tod infolge eines Lungenkatarrhs während eines Aufenthaltes in Italien, zunächst in Venedig, dann in Pavia, fiel das verschuldete Fürstentum an seinen Neffen 2. Grades, Herzog Julius von Braunschweig-Wolfenbüttel. Erich II. wurde in der Krypta der Kirche Santa Maria di Canepanova in Pavia beigesetzt.